# Automatización de logística

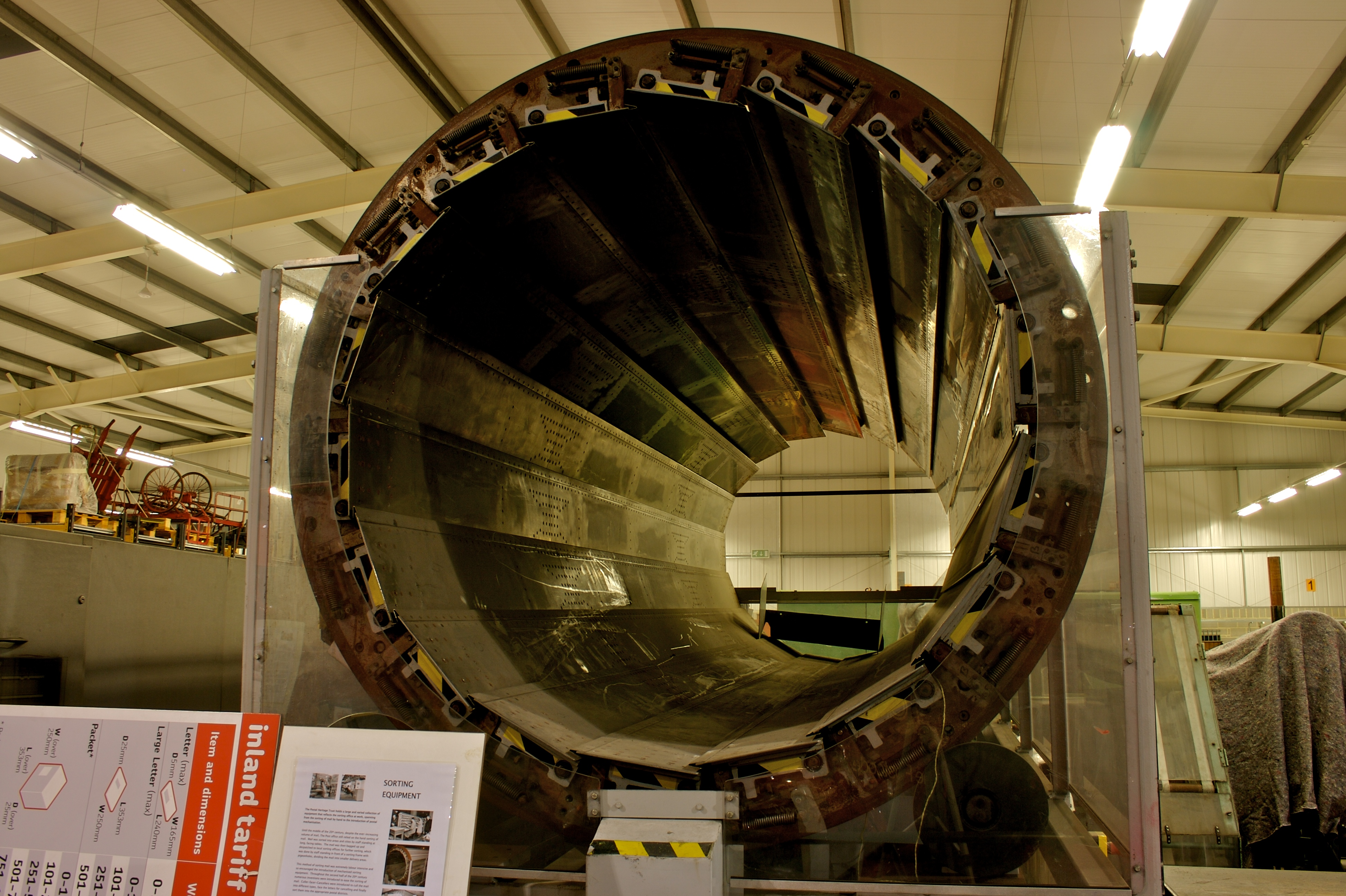
Compaginador de correos que gira para ordenar en línea recta el correo que llega.

Automatización de logística es la aplicación de un software de computadora y/o maquinaria automatizada para mejorar la eficiencia de operaciones de logística.  Normalmente se refiere a operaciones en un almacén o centro de distribución, con tareas emprendidas por el control de cadena de suministro, sistemas y planificación de recursos empresariales.
Los sistemas de automatización de logística pueden complementar las instalaciones proporcionadas por estos sistemas informáticos de nivel más alto.  El foco sobre un nodo individual dentro de una red de logística más amplia permite a los sistemas ser sumamente adaptados a los requisitos de aquel nodo.

## Componentes

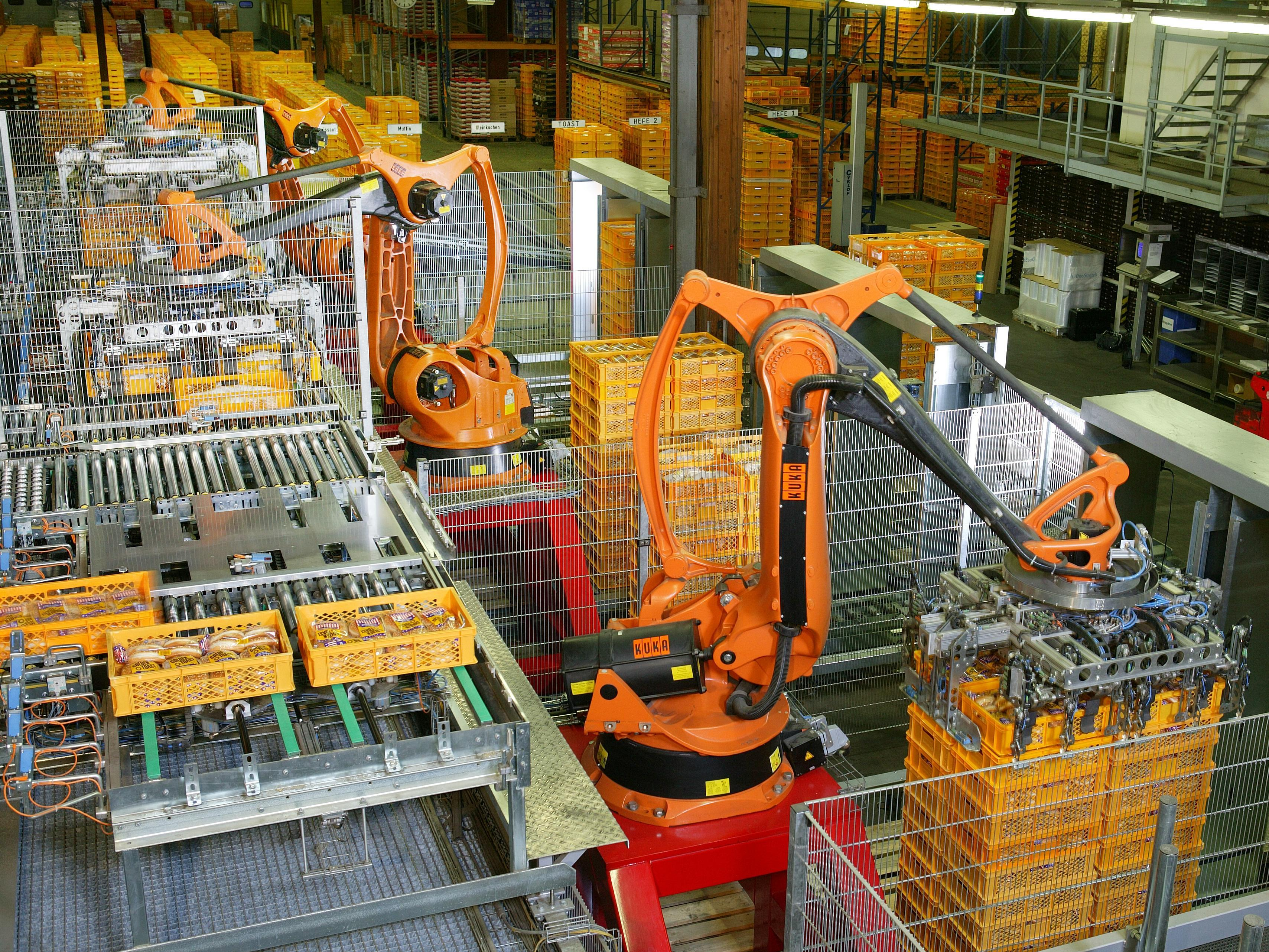
Automatización de una fábrica con KUKA robots industriales para apilar alimentación como el pan en una panadería en Alemania

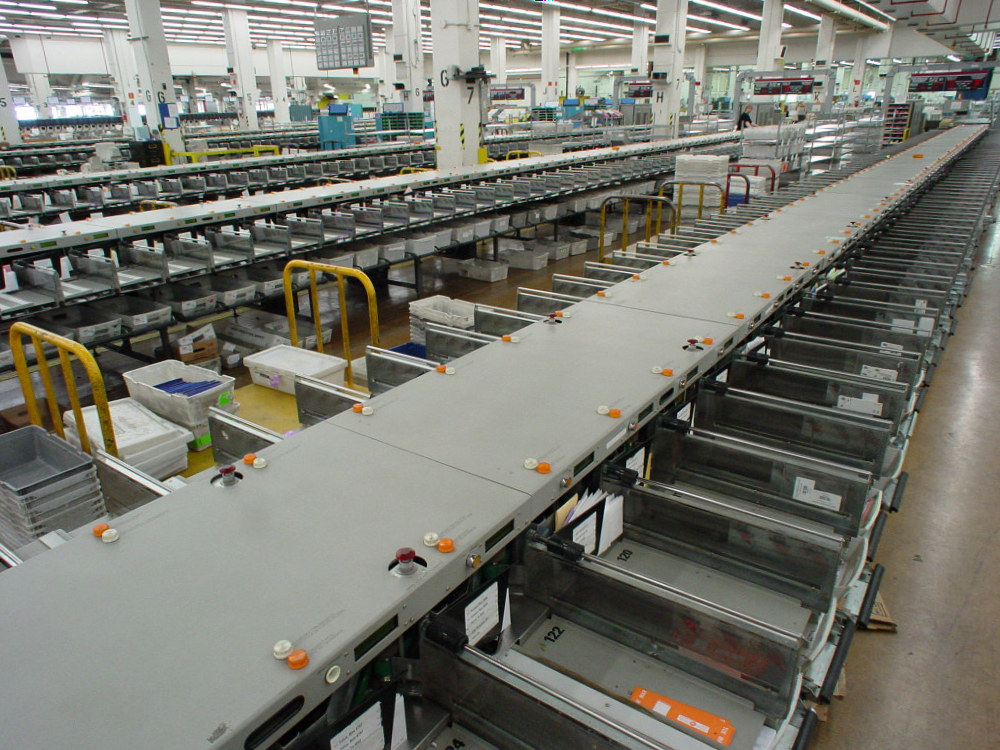
Línea de clasificación de correo: el correo es identificado por código de barras, se escanea y automáticamente es clasificado según el destino.

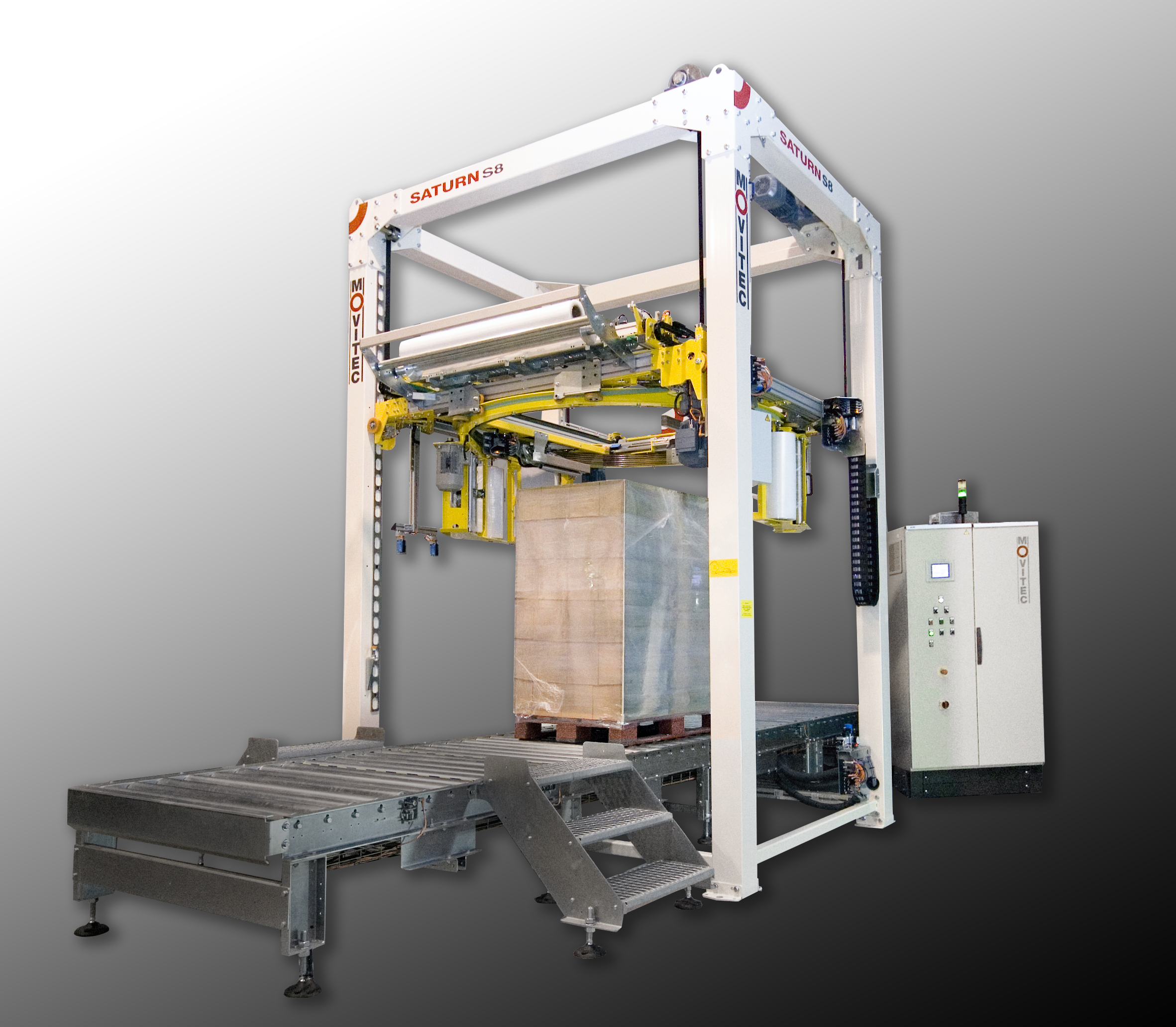
Máquina de envoltura automática para carga unitaria

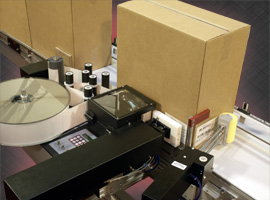
Máquina automática de etiquetado de cajas.

Los sistemas de automatización de logística comprenden una variedad de componentes de software y hardware:
- Maquinaria fija
  - Almacenaje automatizado y sistemas de recuperacdión, incluyendo:
    - Las grúas de carga con un estante de posicionamiento móvil que permite a los productos en reserva ser apilados verticalmente en varios niveles.
    - Vehículo de guiado automático mueve artículos a un recogedor humano en un sistemas producidos por Amazon Robotics

  - Cintas transportadoras: los transportadores automatizados permiten la entrada de contenedores en una área del depósito, y por algunas reglas cifradas o por la entrada de datos, permite la selección del destino. Más tarde el contenedor aparecerá en el destino seleccionado.
    - Carruseles verticales basados en el sistema paternóster[5] o con optimización de espacio, estos pueden ser pensados como máquinas expendedoras de escala grande.

  - Sorteo, o sistema de sorteo: son similares a los carruseles verticales pero con mayor capacidad, diligen a los contenedores más rápido.Se utiliza para distribuir grandes cantidades de cartón pequeño en diferentes pilas.
  - Robots Industriales: robots industriales que cuentan con 4 o 6 brazos, por ejemplo, robots de paletización ( usados para paletizar, despaletizar, empacar, poner en marcha y ordenar paquetes).Identifican automáticamente las bases de los contenedores por medio de [código de barras], o incluso por etiquetas RFID[6]
- Básculas de control de movimiento: útil para rechazar paquetes o productos individuales por medio de un chequeo de condiciones de un peso bajo y para rechazar el producto. Suelen ser utilizados en carruseles de empaquetado de equipos para asegurarse que el equipo esté adentro. Grandes comerciantes y tiendas de mayoreo abiertas al público insisten en recibir la cantidad de productos dentro de cada paquete como está especificado.
- Tecnología móvil
  - Terminal de datos: manejables o terminales que se conectan vía inalámbrica a un software de automatización de logística,brindan instrucciones a operadores a través de depósitos. Tienen escáner de código de barras que permite la captura automática de datos sin usar un teclado de computadora, que es más lento y puede llegar a tener errores.
- Tecnología RFID[7]
  - Portales de verificación de entradas y salidas y de confirmación de cargas mediante RFID UHF
  - Equipos y software para inventariado de existencias mediante RFID.
- Software
  - Software integrador: proporciona control total de automatización de máquinas y permite a ciertas grúas conectarse a carruseles.
  - Software de control de operaciones: Ofrece toma de decisiones de un nivel básico, almacena contenedores que están por venir y acomodarlos.
  - Software de control de negocios: Brinda funciones de un nivel superior, identificación de productos por entregar / reserva y programado de cumplimiento de pedidos, asignación de reserva a cada remolque saliente.

## Beneficios de automatización de logística
Un típico almacén o centro de distribución recibe reservas de producto para guardarlos hasta que se solicite, también presentado a clientes individuales (por ejemplo, pedidos por correo), venta pública (por ejemplo, franquicias ), u otras compañías (por ejemplo, mayoreo). Un sistema de automatización de logística puede proveer lo siguiente:
- Bienes automatizados en procesos: Los bienes que están por venir pueden ser marcados con un código de barras y el sistema de automatización notifica los productos esperados. Al llegar, los productos pueden ser escaneados e identificados y así son acomodados por carruseles, sistemas y grúas automáticas en su lugar de almacenaje establecido.
- Recuperador automático de mercancía: Al recibir órdenes, el sistema de automatización inmediatamente localiza la mercancía y la acomoda en su lugar.
- Procesador automático de envío: Combinando el conocimiento de todas las órdenes establecidas en el depósito, el sistema de automatización puede asignar mercancía específica en unidades de envío y después en cargas de salida. Los sistemas de clasificación y transporte llevan estos remolques de salida.
- De ser necesario, el producto se vuelve a empacar para asegurar una protección apropiada para su distribución o se cambia el empaque para ser específico.[8]

Un sistema completo de automatización de depósitos reduce la mano de obra para el control de una instalación o proceso, dejando solo unas pocas tareas para la operación humana. Sistemas más pequeños solo pueden participar en procesos pequeños como almacenaje automatizado y  sistemas de recuperación.

## Automatización de software
Las soluciones resultantes de Software se usan para la automatización de logística y ayudan a las cadenas de producción en la industria en la automatización de flujo de trabajo al igual que a la gestión de sistemas. Se dice que hoy en día hay pocos software de producción general en el mercado debido a que no hay reglas específicas que generalice el sistema tan bien como el flujo de trabajo aun cuando la práctica sea más o menos la misma. La mayoría de las compañías comerciales utilizan un sistema de soluciones personalizadas específico.
Pero hay varias soluciones de software que se utilizan dentro de los departamentos de logísticas. Hay varios departamentos dentro del área de logística conocidos como: Departamento convencional, Departamento de Contenido, Almacén, Ingeniería, Transporte pesado, etcétera.
Software utilizados en cada departamento
- Departamento convencional : software CVT / software CTMS.
- Contenido Camionero: software CTMS.
- Almacén : Sistema de gestión de almacenes o SGA[11]/WCS[12]

Mejora eficiente de logística de procesos
1. Red de logística
2. Información
3. Transporte
4. Inventario de sonido
5. Almacén, manejo de material y empaquetado